# MOA-2009-BLG-387L b
MOA-2009-BLG-387L b — планета, обращающаяся вокруг звезды MOA-2009-BLG-387L в созвездии Скорпиона на расстоянии приблизительно 18,6 тыс. св. лет от Солнца.

## Открытие
Планета MOA-2009-BLG-387L b была обнаружена с помощью метода микролинзирования в рамках проекта «Наблюдения микролинзирования в астрофизике» (англ. Optical Gravitational Lensing Experiment) 24 июля 2009 года. Затем в 2010 году существование планеты было подтверждено наблюдениями команды астрономов, работающих с телескопом VLT, который расположен в Чили. Официальное открытие MOA-2009-BLG-387L b было опубликовано в журнале Astronomy and Astrophysics 21 февраля 2011 года.

## Характеристики
MOA-2009-BLG-387L b представляет собой газовый гигант с массой, равной 2,6 массы Юпитера. Она обращается на расстоянии 1,8 а. е. от родительской звезды, совершая полный оборот за 1970 суток. Она расположена в системе красного карлика, самого распространённого класса звёзд нашей Галактики. Очевидно, что в системе должно присутствовать ещё несколько планет, однако астрономы их пока не обнаружили.